# Kepler-102
Kepler-102 eller KOI-82, är en ensam stjärna belägen i den norra delen av stjärnbilden Lyran. Den har en skenbar magnitud av ca 12,07 och kräver ett teleskop för att kunna observeras. Baserat på parallax enligt Gaia Data Release 3 på ca 9,25 mas, beräknas den befinna sig på ett avstånd på ca 353 ljusår (108 parsek) från solen. Den rör sig närmare solen med en heliocentrisk radialhastighet på ca -29 km/s.

## Egenskaper
Kepler-102 är en orange till gul stjärna i huvudserien av spektralklass K3 V. Den har en massa som är ca 0,80 solmassa, en radie som är ca 0,72 solradie och utsänder mindre energi från dess fotosfär än solen vid en effektiv temperatur av ca 4 900 K. Stjärnsystemet innehåller ingen observerbar mängd stoft, men stjärnan misstänks vara omkretsad av en dubbelstjärna bestående av två röda dvärgar, belägna med en projicerade separationer på 591 och 627 AE.

## Planetsystem
I januari 2014 tillkännagavs ett system med fem exoplaneter kring stjärnan, varav tre var mindre än jorden. Då tre av transitsignalerna upptäcktes under det första året av Kepler-uppdraget, gjorde deras ringa storlek dem svåra att bekräfta eftersom risken att dessa var falska behövde elimineras. Senare upptäcktes två andra signaler. Uppföljningsdata för radiell hastighet hjälpte till att bestämma massan av de två största planeterna (Kepler-102d och Kepler-102e).
År 2017 hade sökandet efter ytterligare planeter med användning av transittidsvariationsmetoden varit utan resultat, även om närvaron av planeter i en bana med en halv storaxel över 10 AE inte kan uteslutas.
| Planet | Massa             | Halv storaxel (AE) | Siderisk omloppstid (d) | Excentricitet | Inklination     | Radie            |
| ------ | ----------------- | ------------------ | ----------------------- | ------------- | --------------- | ---------------- |
| b      | <1,1 ± 0,00063 M🜨 | 0,05521 ± 0,00049  | 5,28695                 | <0,100        | 89,78 ± 0,22°   | 0,460 ± 0,26 R🜨  |
| c      | <1,7 M🜨           | 0,06702 ± 0,00059  | 7,071392                | <0,094        | 89,82 ± 0,15°   | 0,567 ± 0,028 R🜨 |
| d      | 3,0 ± 1,3 M🜨      | 0,08618 ± 0,00076  | 10,311767               | <0,092        | 89,49 ± 0,11°   | 1,154 ± 0,058 R🜨 |
| e      | 4,7 ± 1,8 M🜨      | 0,1162 ± 0,0010    | 16,1456994              | <0,089        | 89,488 ± 0,051° | 2,17 ± 0,11 R🜨   |
| f      | <4,3 M🜨           | 0,1656 ± 0,0015    | 27,453592               | <0,10         | 89,320 ± 0,037° | 0,861 ± 0,022 R🜨 |